# 당고의 화
당고의 화(黨錮之禍)는 후한 말기에 일어난 탄압 사건으로 당고의 옥(黨錮之獄) 또는 당고의 금(黨錮之禁)이라고도 불린다.
166년 환관 일파는 환제(桓帝)를 충동질하여 환관 공격의 급선봉인 청류당의 이응(李膺) 등 2백 여 명을 붙잡아 투옥했다. 그러나 재판이 시작되었을 때 청류당은 저마다 입을 모아 환관의 죄상을 폭로하는 법정진술을 택했다. 이에 불리를 자초하지나 않을까 두려워한 환관은 외척의 두무(竇武) 등이 상주하여 간(諫)한 것을 기회로 삼아 당인(黨人)을 방문하여 향리로 돌려보내되 금고(禁錮) 처분을 내렸다. 이것을 당고(黨錮)의 옥(獄)이라고 한다.
환제가 죽고, 다음에 12세의 영제(靈帝)가 즉위하자(168년) 두태후(竇太后)가 섭정이 되어 외척의 두무가 실권을 잡았다. 두무는 당인의 금고를 해제하여 그들 청류당에 속한 사람들을 등용함과 동시에 그들과 결탁하여 환관을 일소하려고 했다. 그러나 사전에 계획이 누설되어 도리어 환관의 반격을 받아 패배했다. 두무는 자살하고, 이응 등의 당인은 또다시 붙잡혔다. 이때 죽음을 당한 자는 1백 여 명이요, 사죄(死罪), 유죄(流罪), 금고(禁錮)의 처분을 받은 자는 6백 명에서 7백 명이나 되었다. 이는 169년의 일이었다.
이 두번째의 당고에 의해서 청류당은 철저하게 탄압을 받아 해체되었으며, 환관의 전제가 확립되었다. 2회에 걸친 당고의 옥은 진 시황제의 분서갱유(焚書坑儒)에 필적하는 사상 탄압인데, 유교 국가를 표방하는 후한 왕조로서는 참으로 자살 행위와도 같은 것이었다. 이와 같은 상황 속에서 마침내 황건의 난(亂)(184년)이 일어나 제국(帝國)의 토대를 뒤흔들어 제국을 파멸로 몰아넣게 된다.

## 참고 문헌
- 이 문서에는 다음커뮤니케이션(현 카카오)에서 GFDL 또는 CC-SA 라이선스로 배포한 글로벌 세계대백과사전의 내용을 기초로 작성된 글이 포함되어 있습니다.